# Tiago Costa (futebolista)
Tiago da Costa Silva, mais conhecido como Tiago Costa (Rio de Janeiro, 13 de abril de 1987), é um futebolista brasileiro que atua como lateral-esquerdo. Atualmente joga pelo Sete de Setembro.

## Carreira

### Início
Tiago Costa começou no Artsul, onde passou uma temporada e logo depois de transferiu ao Condor, para a disputa das divisões inferiores do Campeonato Carioca de Futebol. Teve uma passagem razoável pelo clube e logo se transferiu para o Castelo Branco, onde teve uma passagem melhor, voltando depois para o time que o projetou, o Artsul. Com uma boa segunda passagem, chamou a atenção do Volta Redonda para disputar o Campeonato Carioca e se transferiu para o clube do Rio de Janeiro.

### Volta Redonda
No Volta Redonda, Tiago Costa teve um momento muito bom, fez bons Campeonatos e foi elogiado pelo técnico Abel Braga, técnico do Fluminense em 2012, que logo depois o indicou para o Santa Cruz e ele acabou se transferindo para o clube.

### Santa Cruz
Contratado pelo Santa Cruz, Tiago Costa teve seus melhores momento na carreira, viveu altos e baixos, foi criticado, mas deu a volta por cima, o jogador ganhou a confiança de todos os treinadores que já passaram pelo clube até sua chegada e mesmo passando por desconfiança, conquistou a torcida por ser um jogador aguerrido e com muito disposição, além de ter sido um dos maiores clubes da carreira do jogador, é também o melhor momento de sua carreira. No dia 27 de Outubro de 2013 completou 50 jogos com a camisa do Santa Cruz e fez seu primeiro gol.  No começo do ano de 2014 na Copa do Nordeste em um jogo contra o Guarany de Sobral acabou sofrendo uma ruptura nos ligamentos cruzados anteriores do joelho direito, com isso ficou seis meses afastado. No segundo turno do Campeonato Brasileiro Série B de 2014, ele voltou a treinar, tendo uma recuperação tão espantosa, que lhe rendeu com isto o apelido de Wolverine (herói do cinema que tem o poder de se regenerar rapidamente).

### Ceará
Seu contrato com o Santa Cruz não foi renovado, e acertou com o Ceará por 1 ano. Após péssimas atuações e muito questionado pela forma de jogar, Tiago Costa teve seu contrato rescindido antes mesmo do fim da Copa do Nordeste 2015 e do Campeonato Cearense.

### Volta ao Santa Cruz
Após sua rescisão com o Ceará, acabou voltando ao Santa com contrato até o fim do estadual. Reestreou na partida contra o Central onde o Santa venceu por 1 x 0. Assim que reestreou pelo Santa, Tiago logo voltou a ser titular e no final do Campeonato Pernambucano de 2015, foi campeão pela segunda vez, faturando pela segunda vez o premio de melhor lateral do campeonato. Ao final do Pernambucano estava em negociação por sua renovação, mas por problemas financeiros do Santa Cruz acabou não renovando o contrato.

### Chapecoense
Após não renovação do contrato com o Santa Cruz, assinou um pré-contrato com a Chapecoense até o fim do ano de 2015.

### Terceira passagem pelo Santa Cruz
No dia 11 de janeiro de 2016 acerta seu retorno ao tricolor. No dia 22 de dezembro de 2016, renova com o Santa Cruz para a temporada 2017.

## Títulos
Santa Cruz
- Campeonato Pernambucano : 2013, 2015 e 2016
- Campeonato Brasileiro - Serie C : 2013
- Taça Chico Science: 2016
- Copa do Nordeste: 2016
- Troféu Asa Branca: 2017

### Individual
- Melhor lateral esquerdo do Campeonato Pernambucano: 2013[8] e 2015[9]
- Melhor lateral esquerdo do Campeonato Brasileiro - Serie C : 2013[10]
- Melhor lateral esquerdo da Copa do Nordeste: 2016[11]